# Bagher Ahmadi

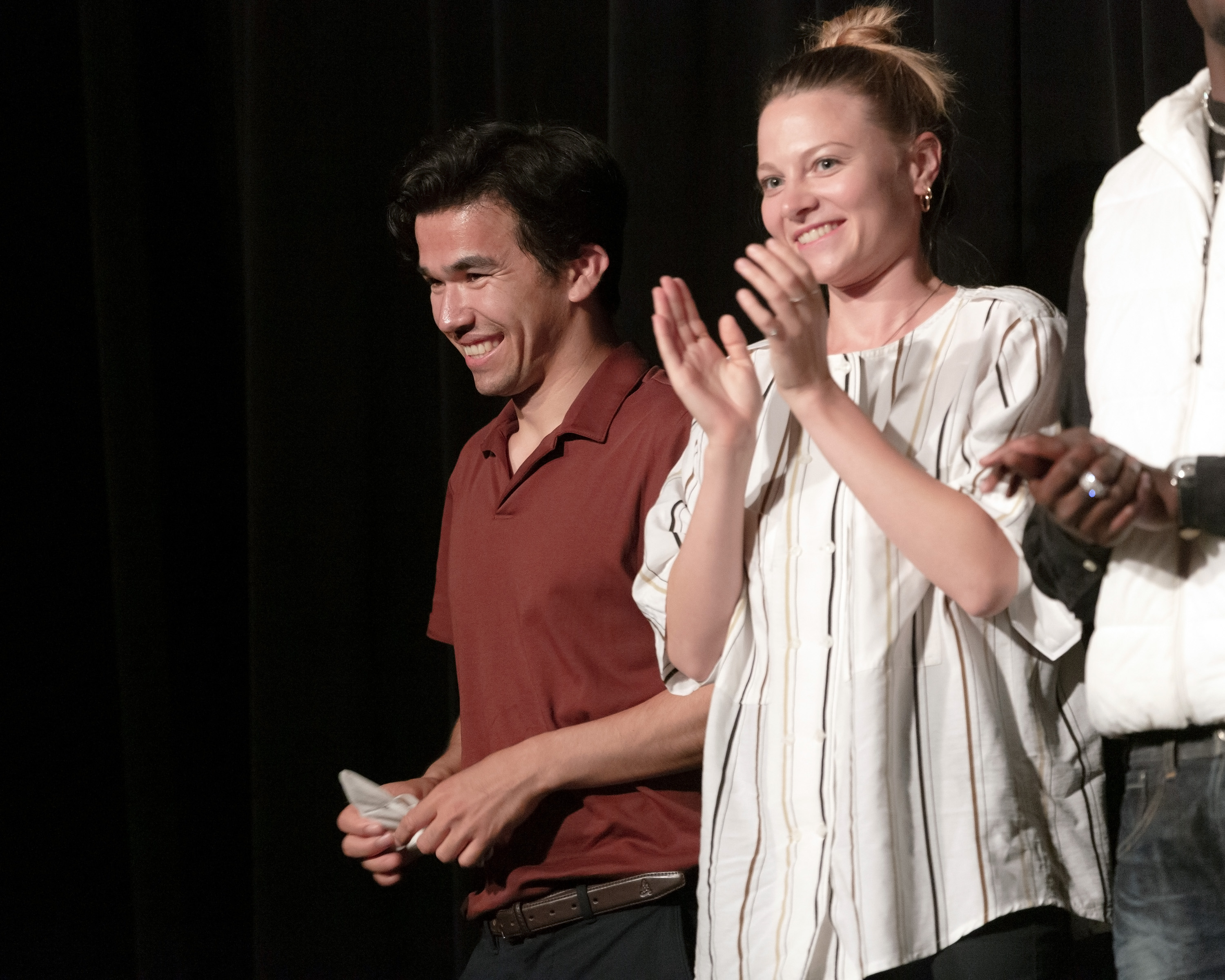
Bagher Ahmadi (Links) bei "Me, We" Premiere

Bagher Ahmadi (* 1996 in Daikundi, Afghanistan) ist ein österreichischer Schauspieler, der in Wien, Österreich lebt und arbeitet.

## Leben
Im Alter von 13 Jahren floh Bagher Ahmadi nach Iran, wo er drei Jahre lang in einer Schneiderfabrik arbeitete. 2012 machte er sich auf dem Weg nach Europa und landete in Österreich, wo er sich im Alter von 16 Jahren niederließ.
Von 2017 bis 2021 studierte Ahmadi Schauspiel an der Musik und Kunst Privatuniversität der Stadt Wien (MUK).
Ahmadi verfügt über vielseitige künstlerische und sportliche Fähigkeiten. Er ist in Kampfsportarten wie Kickboxen und Parkour geübt und spricht mehrere Sprachen fließend, darunter Persisch, Englisch und Deutsch.

## Film und Fernsehen
- 2023: Unwanted In dieser Sky-Miniserie unter der Regie von Oliver Hirschbiegel spielte er die Rolle von Komang.[5]
- 2020: Tatort: Die Rache an der Welt In diesem NDR-Fernsehfilm verkörperte er die Figur Ehsan unter der Regie von Stefan Krohmer.imdb.com
- Me We[6]

## Theater
- Das kleine Gespenst (2021): Hauptrolle als das kleine Gespenst am Landestheater Niederösterreich.[7]
- Monsieur Ibrahim und die Blumen des Koran (2020): Hauptrolle als Moses/Momo am Volkstheater Wien.[8]